# Chiesa di San Pietro in Vincoli (Lanzo Torinese)
La chiesa parrocchiale di San Pietro in Vincoli di Lanzo Torinese è la sede dell'unica parrocchia della cittadina piemontese. L'originale cappella, di epoca medievale, fu fatta demolire nella prima metà del Cinquecento per far sì che l'adiacente castello fosse più isolato e, quindi, difendibile. Demolito quest'ultimo da parte del francesi, venne riedificata la chiesa parrocchiale sullo stesso posto della precedente. Dal 1984 la parrocchia di Lanzo è stata affidata dal vescovo di Torino Ballestrero all'ordine Salesiano.

## Storia

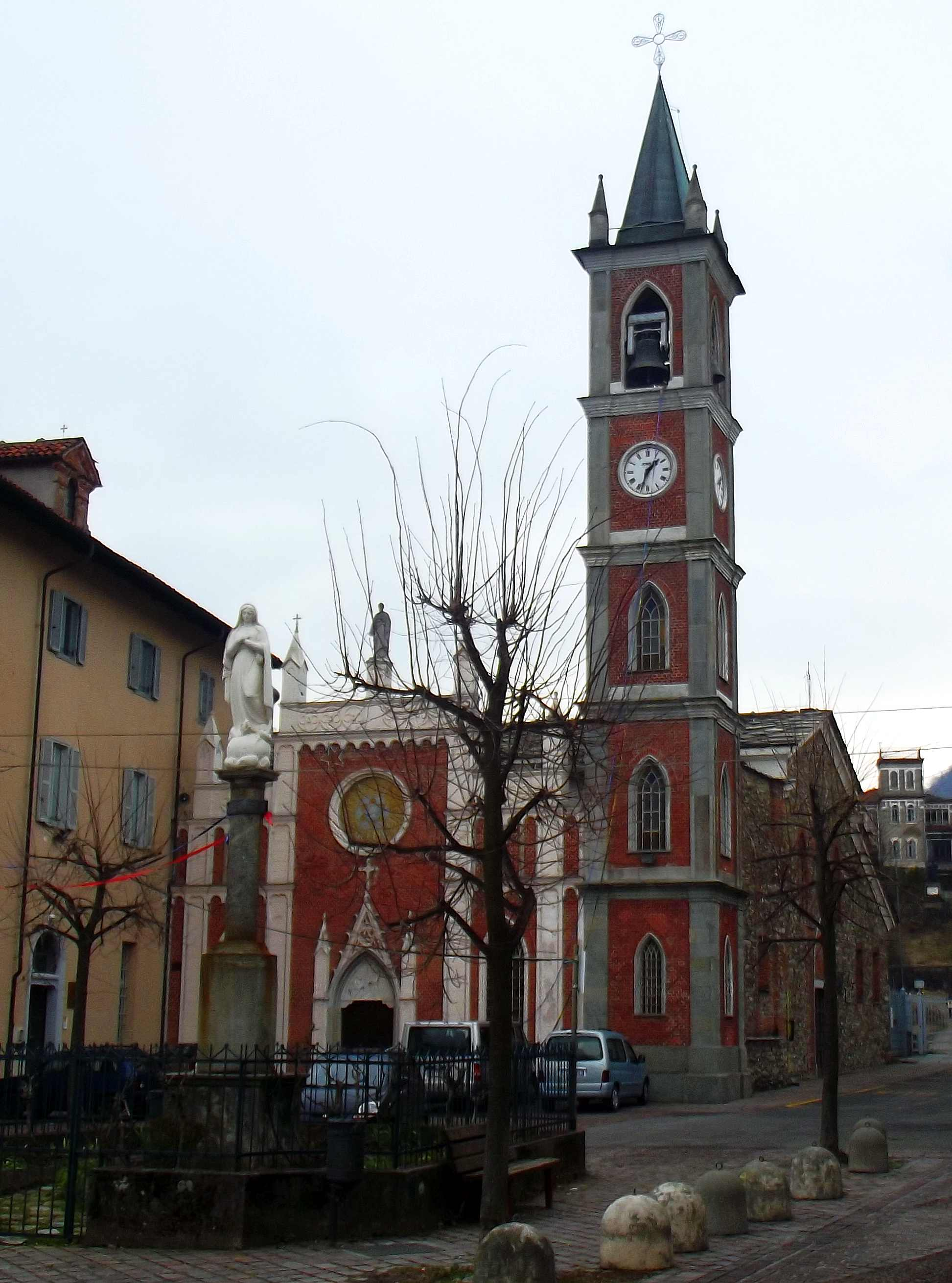
Facciata sulla piazza della chiesa di San Pietro in Vincoli

Le origini della parrocchiale di Lanzo risalgono all'XI secolo: in epoca medievale era adiacente al castello e nel 1543 venne fatta abbattere da Gian Giacomo Medici per isolare e meglio difendere il castello. Venne ricostruita più grande e riaperta al culto nel 1591, ed in questo frangente la parrocchia di Lanzo divenne la chiesa di Santa Maria, ancor oggi ben conservata e posta lungo l'allora contrada del Borgo (attuale via San Giovanni Bosco).
Tra Settecento ed Ottocento la parrocchia di San Pietro in Vincoli venne ampliata ed abbellita e i lavori vennero conclusi dal vicario don Tagna (che fece costruire anche la casa parrocchiale adiacente) e dal beato Federico Albert (che provvide alla costruzione della facciata settentrionale e all'avvio dei lavori per il campanile). Il campanile, iniziato nel 1872 a cura di monsignor Tresso e terminato nel 1885, è alto 31 metri ed ha una struttura imponente ed elegante. Negli anni sessanta è stata rifatta la cuspide, distrutta da una tromba d'aria.

## L'interno

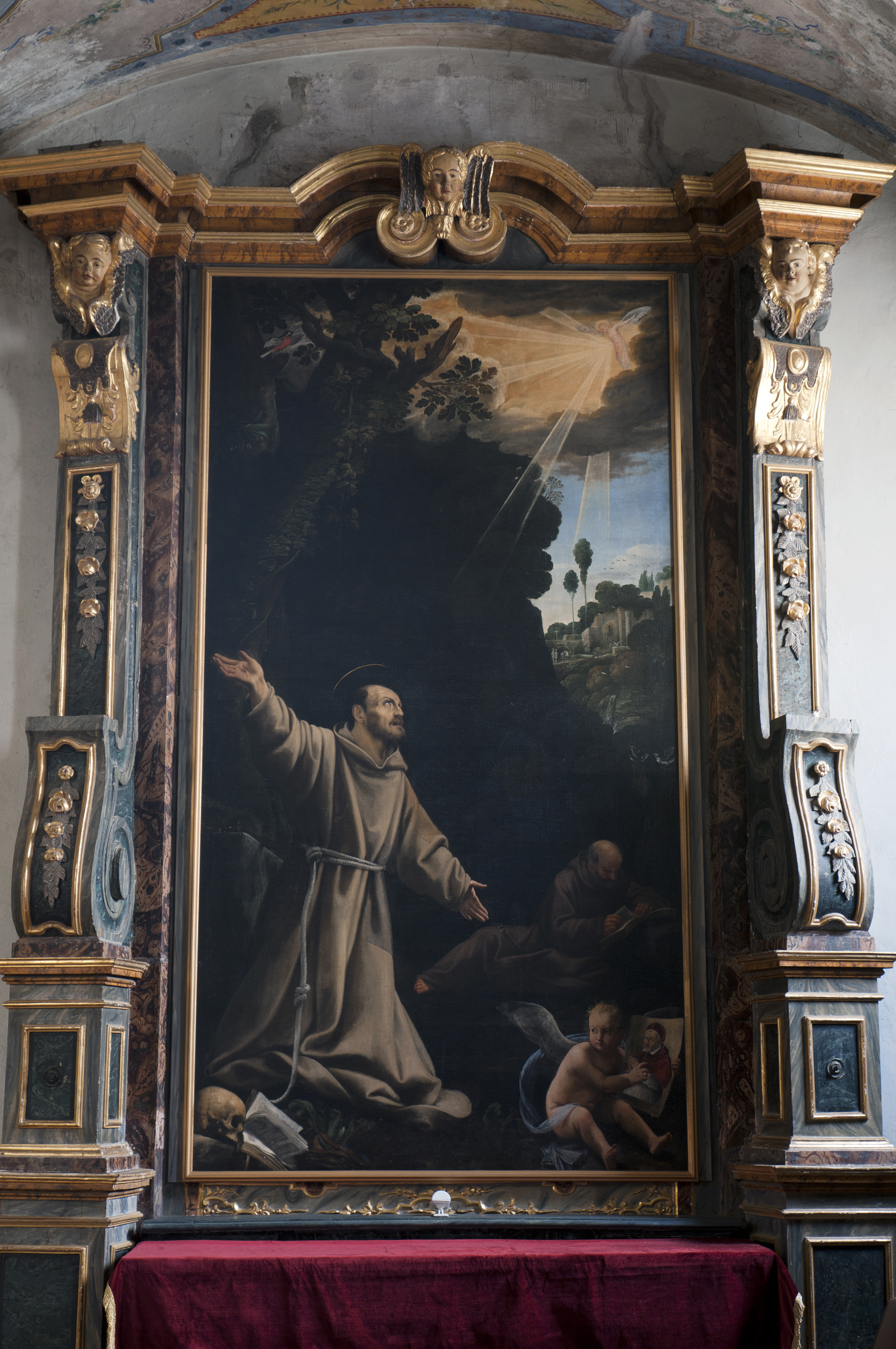
San Francesco riceve le Stimmate, pala d'altare di Carlo Saraceni

L'interno della Chiesa è ricco di dipinti ed opere d'arte, come la Macchina di San Pietro, seicentesco gruppo statuario ligneo raffigurante san Pietro in Vincoli con l'Angelo liberatore e guardia addormentata, che ancora oggi è portata in processione lungo le vie di Lanzo il 1º agosto, giorno della festa patronale. Notevoli sono anche il pulpito dorato e l'organo G. Mola, del 1894, con più di mille canne e cassa armonica con stucchi dorati, sormontata dallo stemma della città. Le volte della chiesa sono state affrescate dal pittore G. Guglielmino.

Sono degne di rilievo anche le seguenti opere pittoriche:
- Resurrezione: tela seicentesca dipinta per le famiglie lanzesi Bo, Gallenga ed Usseglio sita in corrispondenza della cripta presso la quale sono tumulati molti membri delle stesse;
- San Francesco che riceve le stimmate: pala d'altare del veneziano Carlo Saraceni, commissionata da Bartolomeo Bonesio nel 1605 per l'altar maggiore della chiesa del convento dei Cappuccini sul monte Buriasco; quando questo venne chiuso e venduto a don Bosco per l'edificazione del collegio convitto, la pala venne portata in parrocchia. Sottoposta a restauri, è emersa, tra le mani dell'angelo, l'effigie di papa Clemente VIII, benefattore di Bonesio;
- Sindone e simboli della Passione: affrescati sulla cupola della navata di destra a ricordo del trasporto della Sindone organizzato dal Duca Vittorio Amedeo II da Torino a Genova nel 1706 per scappare dall'assedio dei francesi. A Genova era venerato il Mandylion, qui rappresentato accanto alla Sindone. Affreschi di Mandylion e Sindone insieme sono presenti solo a Lanzo, Cumiana e Vicoforte.
- Liberazione di san Pietro dal carcere: maestosa pala dell'altar maggiore della chiesa, secondo Murat ascrivibile ad un ambiente pittorico beaumontiano, risale ad un periodo tra il 1775 ed il 1800;
- Santi Romualdo e Bonifacio: tela dipinta da Giovanni Francesco Sacchetti per la chiesa dell'Eremo dei Camaldolesi di Lanzo tra il 1663 ed il 1675 e commissionata dal conte Gaspare Graneri della Rocca di Ceres che nel 1661 fondò l'eremo di Lanzo donandolo all'ordine dei Camaldolesi.
- Buona parte degli ulteriori affreschi e dei fregi che ornano la chiesa fu commissionata e, per buona parte, eseguita, da parte del vicario Beato Federico Albert, parroco di Lanzo nell'Ottocento; e dal suo successore Tresso.

## Organo Giuseppe Mola

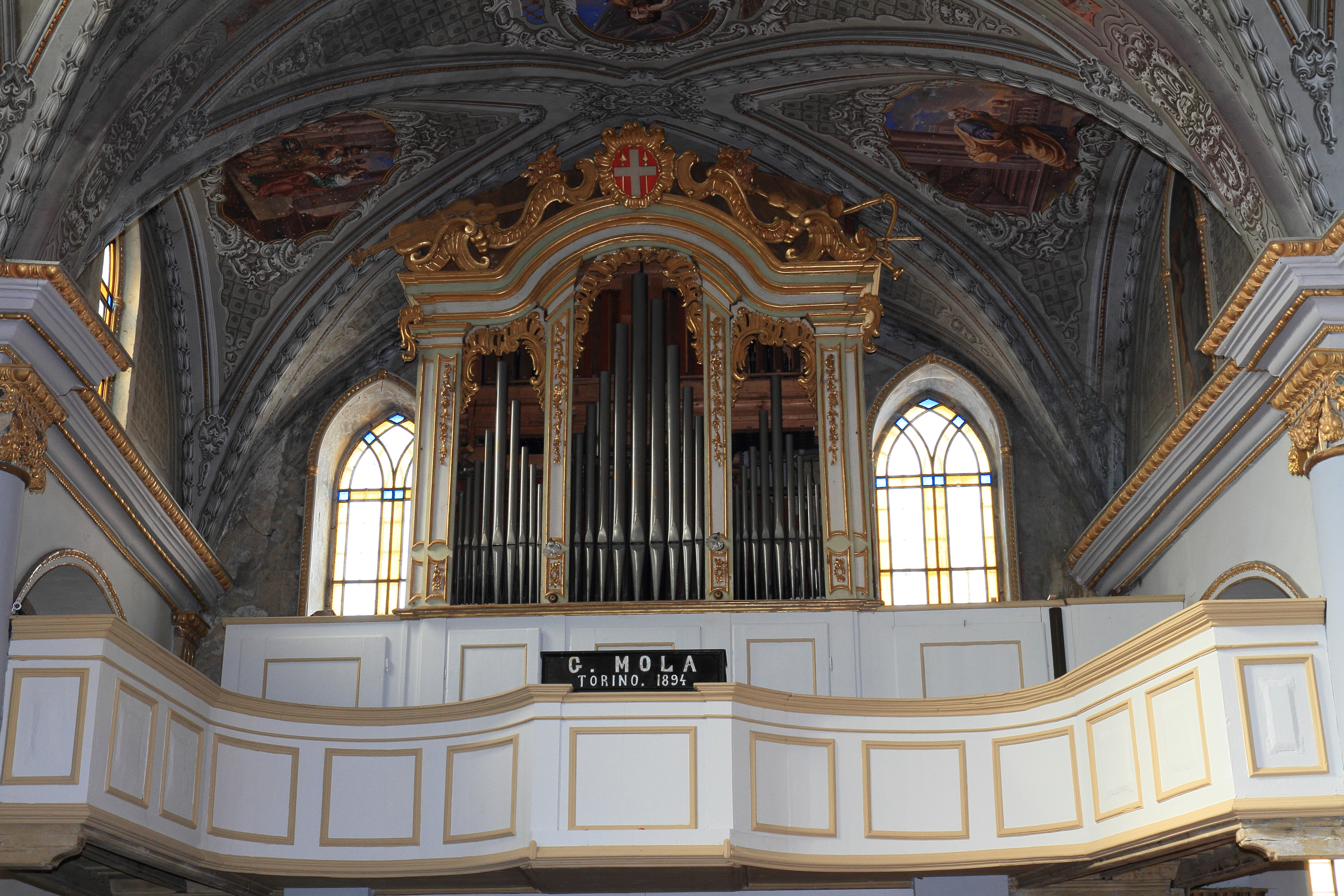
La cantoria e l'organo a canne

La zona al di sopra della porta di ingresso principale della chiesa parrocchiale è sormontata dalla cantoria lignea ove è installato l'organo a canne "Giuseppe Mola". L'organo, installato nel 1894 (come riporta anche l'iscrizione sulla consolle lignea) ha preso il posto di un precedente organo della seconda metà del XVIII secolo di cui, però, non si hanno ulteriori notizie. La cassa dell'organo, facente parte dell'organo precedente, è in legno dorato con 3 campate e cornice superiore curvilinea con, al centro, lo stemma di Lanzo. Le canne dello strumento sono disposte all'interno delle tre campate con un prospetto di 27 canne (9 per ogni campata) con profilo piatto, bocche allineate, labbro superiore a mitria, appartenenti al registro principale. La cantoria è delimitata anteriormente da una balaustra lignea composta da 13 quadrati: due laterali (una per parte), cinque per lato lungo il profilo curvilineo e uno, più grosso, centrale, in corrispondenza della consolle; sono tutte di colore verde con profili dorati.

Lo strumento si compone di due tastiere cromatiche di 56 tasti e di pedaliera concava a 27 pedali. Nel vano al di sotto delle canne sono inseriti i 3 mantici a lanterna e la ruota alimentatrice dell'aria che è azionata automaticamente da un motore elettrico. L'organo è dotato di 4 somieri: quello maestro per la prima tastiera, quello per la seconda tastiera, che è ubicato in posizione centrale e sopraelevata, più indietro rispetto a quello maestro) e quelli secondari per i registri della pedaliera (posizionati contro la parete di fondo) e per i contrabassi. La trasmissione dell'organo è pneumatica con azionamento meccanico tra la consolle e la base delle canne.
Disposizione fonica:
| I manuale    |    |
| Principale   | 8' |
| Flauto       | 8' |
| Unda maris   | 8' |
| Ottava       | 4' |
| Viola        | 4' |
| Decimaquinta |    |
| Flautino     | 2' |
| XIX-XXII     |    |
| XXVI-XXIX    |    |
| Tromba reale | 8' |

| II manuale (in cassa espressiva) |    |
| Bordone                          | 8' |
| Violone                          | 8' |
| Viola flebile                    | 8' |
| Salicionale                      | 8' |
| Oboe                             | 8' |

| Pedale         |     |
| Contrabassi    | 16' |
| Ottava         | 8'  |
| Basso armonico | 8'  |

| Accessori                          |
| Ripieno                            |
| Tremolo II tastiera                |
| Unione I pedaliera                 |
| Unione II pedaliera                |
| Staffa per espressione II tastiera |